# 维德浚道

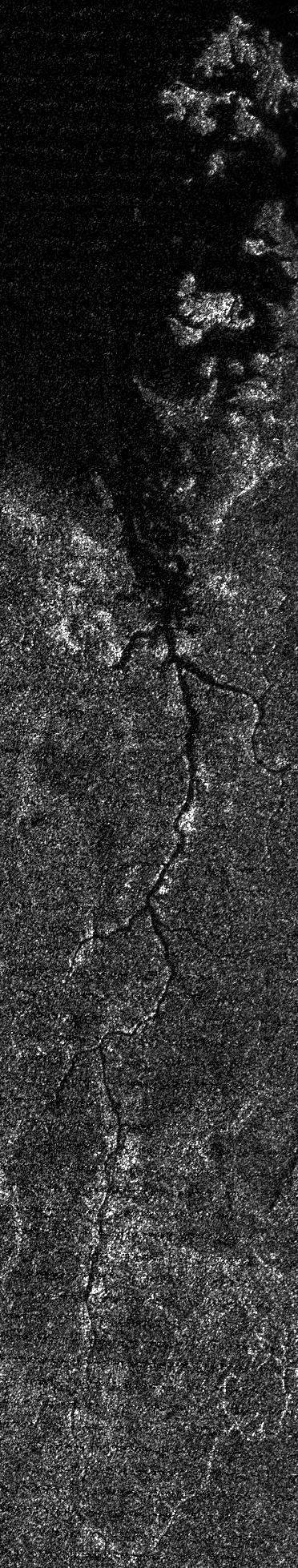
土卫六北极区合成孔径雷达拼接图

维德浚道（Vid Flumina）是土星的卫星-土卫六上一条液态甲烷和乙烷河流，这条被比作尼罗河的河流长约400多公里（249英里），流入土卫六第二大碳氢化合物海—丽姬亚海。土卫六表面大部分是水冰，而维德浚道是一条甲烷和乙烷河，所以，它流经之处，水冰岩床被切开成深邃的峡谷。美国航天局的科学家认为它就像地球上的河流一样可能有急流、漩涡和瀑布。

## 发现

### 早期的寻找
2004年，美国宇航局的太空探测器卡西尼号抵达土星展开对它及其卫星的研究。由于土卫六的表面温度和富含甲烷的大气层，美国宇航局的科学家希望找到一些液态甲烷的证据。然而，卡西尼号的早期探测集中在土卫六赤道上，没有找到任何海洋或河流的痕迹。早期的失望随着卡西尼号轨道的改变而改变，使美国宇航局的研究人员能够将雷达反射波转移到该卫星的其他区域。然后，雷达信号通常会从沙丘、岩石和悬崖等倾斜粗糙的地貌上反射出来，但当雷达波扫描到土卫六极地区时，常规信号停止了，一些不反光的黑斑实际让人联想到地球上的湖泊、河流和支流。

### 发现
2012年12月，卡西尼号研究小组科学家“贾妮 雷德堡”(Jani Radebaugh)和她的国际同事团队宣布，她们在2012年9月26日拍摄的一张照片中发现了一条看上去像尼罗河的200多英里长液态甲烷河。

## 地质
这是一条流径相对笔直的河流，表明它与附近其他的大型河流一样，都是沿着一条或多条断层线在流淌，并穿过崎岖和倾斜的地形，表明其运行过程类似地球上的构造运动
雷达研究表明，维德浚道及其支流流经约1公里宽、0.57公里深，坡度约为40°的峡谷。在谷道中检测到流动的甲烷，它的主干流液位高度与丽姬亚海落差在1米内，但支流的液面水位更高。这些峡谷被认为是由该地区隆起或丽姬亚海水位下降引起的流体侵蚀所成。